# Джаміятдехкон
Джаміятдехко́н (тадж. Ҷамъиятдеҳқон) — село у складі Хатлонської області Таджикистану. Входить до складу джамоату Джури Назарова Шахрітуського району.
В радянські часи село називалось Джаміят-Дехкан.
Назва означає «селянська громада», від ҷамоати (громада) та деҳа (село).
Населення — 2715 осіб (2017).